# Ian Cathro
Ian Cathro (* 11. Juli 1986 in Dundee) ist ein ehemaliger schottischer Fußballspieler, und aktueller Fußballtrainer. In seiner Karriere als Spieler spielte Cathro in Schottland bei unterklassigen Vereinen. Nach dem frühen Ende seiner Spielerlaufbahn im Jahr 2009, wurde er bereits im Alter von 22 Jahren Trainer.

## Karriere

### Als Spieler
Ian Cathro spielte in seiner Karriere als Spieler für Forfar Athletic und Brechin City.

### Als Trainer
Seine Trainerlaufbahn begann er bereits im Alter von 22 Jahren in seiner Geburtsstadt bei Dundee United. Dort arbeitete er drei Jahre als Jugendtrainer. Im Jahr 2012 wurde Cathro Co-Trainer von Nuno Espírito Santo beim Rio Ave FC in Portugal. Mit ihm wechselte der Schotte gemeinsam zu Saisonbeginn 2014/15 zum FC Valencia. Im Juni 2015 löste er den Vertrag in Valencia auf. Er wurde daraufhin Co-Trainer von Steve McClaren bei Newcastle United. Nachdem McClaren im März 2016 bei den abstiegsbedrohten Magpies entlassen worden war, blieb Cathro unter dem Nachfolger Rafael Benítez weiterhin Assistenztrainer. Im Alter von 30 Jahren übernahm Cathro im Dezember 2016 den Cheftrainerposten des schottischen Erstligisten Heart of Midlothian, nachdem Robbie Neilson zu Milton Keynes Dons gewechselt war. Im August 2017 wurde Cathro entlassen.